# Пассаж (верховая езда)

Пассаж (фр. passage, дословно — «проход, переход») — один из основных элементов высшей школы верховой езды, дрессуры лошади, укороченная, очень собранная и ритмичная рысь.
Характеризуется сильным подведением задних ног под корпус и акцентированным сгибанием скакательных и запястных суставов. Край копыта поднятой передней ноги при этом достигает уровня середины пясти, а задней — чуть переходит верхнюю границу путового сустава соответствующих опирающихся ног. Движения эластичные, элегантные с активным импульсом. Каждая диагональная пара ног поднимается и ставится в очень точном ритме и с подвисанием. Шея лошади приподнята и округлена, затылок находится в высшей точке, голова опущена почти вертикально. Лошадь мягко упирается в повод, плавно переходит к пиаффе и вновь идет вперед без видимых усилий со стороны всадника. Некоторые лошади обладают природными способностями переходить на пассаж при свободном беге.